# Medevort

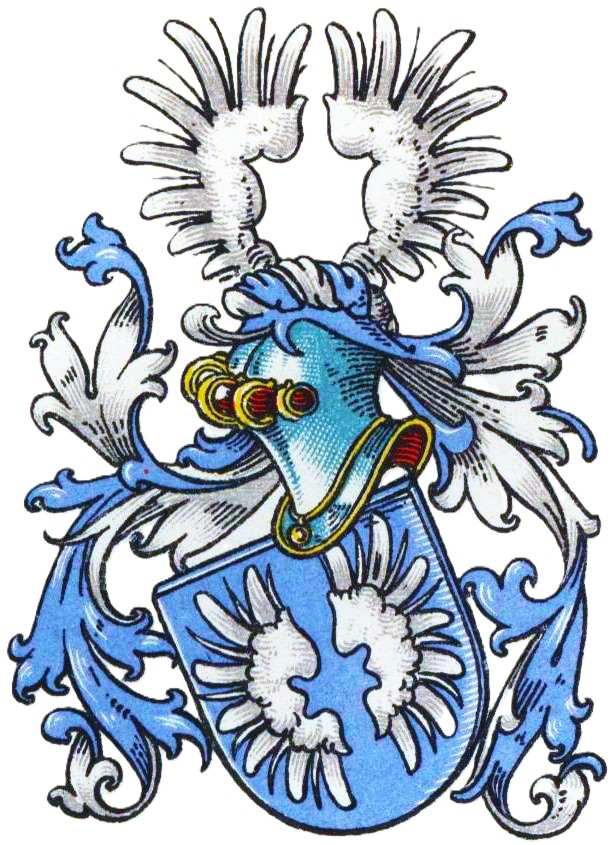
Wappen derer von Medevord/Meverden im Wappenbuch des Westfälischen Adels

Medevord (auch Medevoerden, Medevort, Medefort, Meuerden, Meverden, Mevert, Mefferdt o. ä.) ist der Name eines erloschenen niederrheinisch-münsterländischen Adelsgeschlechts.

## Geschichte
Das Geschlecht stammt ursprünglich vom Niederrhein und dem angrenzenden westlichsten Münsterland, d. h. aus der Gegend um die Orte Kleve, Emmerich, Rees, Isselburg, Bocholt, Rhede und Gescher. Dortige Stammhäuser waren u. a. Haus Veen in Appeldorn, Haus Pennekamp in Isselburg und Burg Rauschenberg (Estern) (auch Meversburg genannt) in Gescher-Estern. Nach der Familie wurde im 15. Jahrhundert zwischenzeitlich auch ein lokales „Meer“, das „Medevorder Meer“, benannt. Später kam das Geschlecht auf Haus Herzhaus in Nordwalde im nördlichen Münsterland und nach Münster, wo die Familie zeitweilig zum Münsteraner Patriziat, den Erbmännern, zählte. 1579 besaß die Familie Alberting bei Nienberge und Weidenbrokskotten bei Nordwalde. 1617 wurde sie mit de Erbe Brackinshof im Kirchspiel Überwasser belehnt. Eine weitere Linie saß ab der zweiten Hälfte des 16. Jahrhunderts über mehrere Generationen auf Haus Berge bei Selm, das durch Erbschaft an die Familie gefallen war.
Urkundlich erscheint die Familie erstmals 1374 mit Everd von Medevoerden, dessen Frau Adelheid (Aleyt) die Kindesteile für ihre Kinder aus erster Ehe mit dem vorstorbenen Gosen Mommen bestimmte. Schon im 15. Jahrhundert gehörten Familienmitglieder zu den Vasallen der Herzöge von Kleve. Adolf von Medevort (Amtmann) zu Veen (urkundlich 1460–1482, 1489 bereits tot) war „Diener“ des Herzogs von Kleve, Burgmann zu Isselburg und Amtmann für das klevische Amt Schulenburg. Sein gleichnamiger Enkel Adolf von Medevort (Küchenmeister) († 1559) zu Haus Schmithausen, war 1544 und 1548 herzoglich-klevischer Türwächter sowie später Küchenmeister. Er war mit Margarthe von Ravenstein, einer unehelichen Tochter von Philipp von Kleve-Ravenstein, verheiratet. Margarethe von Medevort war 1595–1614 Äbtissin des Klosters Bersenbrück.
Die Familie starb im 18. Jahrhundert aus, auch wenn Leopold von Ledebur und Ernst Heinrich Kneschke fälschlicherweise abweichend berichten, die Familie sei in der zweiten Hälfte des 17. Jahrhunderts erloschen.
Belege für einen Zusammenhang mit der gleichnamigen Familie auf dem Medefurter Hof im heutigen Duisburg-Wanheim-Angerhausen gibt es nicht. Auch nicht für einen Zusammenhang mit dem niederländischen Ort Medevoort, Ortsteil von Helmond-Brandevoort, der ursprünglich ohnehin „Merevoort“ hieß.

## Wappen
Blasonierung: In Blau ein offener silberner Flug. Auf dem blau-silbern bewulsteten Helm mit blau-silbernen Helmdecken ein offener silberner Flug.

## Stammfolge
Die sichere Stammfolge stellt sich wie folgt dar:
- Adolf von M. zu Isselburg ⚭ 1401 N. N. von Bellinghoven
  - Everhard (Evert) von M. (urkundlich 1436–1481) zu Haus Veen in Appeldorn ⚭ I. N. N. (Jutte?) von Steenhusen, Tochter des Godert von Steenhusen und N. N. von Hiesfeld, ⚭ II. Adelheid (Aleid) ut den Venne
    - aus I.: Gerhard (Gerard) von M. (urkundlich 1469–1473) zu Haus Pennekamp ⚭ 1462 Eylart von Besten
      - Wichart von M. (urkundlich 1476–1508) ⚭ Lise
        - Johann von M. (urkundlich 1521–1534; 1537 bereits tot) ⚭ Anna von Cleyhorst
          - Cleyhorst von M. (urkundlich 1560–1575, 1585 bereits tot), bis 1578 zu Burg Rauschenberg (Estern) in Gescher-Estern, ab 1581 zu Haus Herzhaus in Nordwalde, nordwestlich von Münster, ⚭ Margarethe von Elverfeld (urkundlich 1560–1599; 1585 Witwe) zu Haus Berge bei Selm-Bork
            - Johann von M. (urkundlich 1590–1624) zu Herzhaus ⚭ Everharda von Lintelo
              - Johann Wilhelm von M. (urkundlich 1626–1661) zu Herzhaus ⚭ N. N.
                - Johann Unico von M. (urkundlich 1677; 1680 bereits tot) zu Herzhaus
                - Johanna Margaretha von M. zu Herzhaus, Testament von 1684, ⚭ I. Dietrich Wennemar von Althaus, ⚭ II. N. N. von Nagel

              - Christoph Dietrich von M. ⚭ Ursula Agnes von Ackenschock

            - Dietrich von M. (urkundlich 1595–1627) zum Berge ⚭ Gertrud Steving
              - Konrad (Conrad) von M. (urkundlich 1643–1671; 1680 bereits tot) zu Berge ⚭ Elisabeth Christine von Loë zu Dornenburg, vorher Stiftsdame im Stift Gerresheim
                - Christina Elisabeth von M. (urkundlich 1667–1690), 1681 Witwe, ⚭ Dietrich Wulff zu Füchteln (1681 bereits tot)

            - Wilhelm von M. (urkundlich 1599)

          - Johanna von M. ⚭ Johann von Rhede (1578 bereits tot), Bürgermeister von Rhede
          - Johann von M., 1573 Vikar des Altars St. Crucis der Neuen Kapelle in Bocholt

      - Everhard (Evert) von M. (urkundlich 1476)
      - Jutte von M. (urkundlich 1476)

    - aus I.: Godert von M. (urkundlich 1453–1481)
    - aus I.: Everhard (Evert) von M.
    - aus I.: Adolf von M. (urkundlich 1460–1482, 1489 bereits tot) zu Veen, „Diener“ des Herzogs von Kleve, Burgmann zu Isselburg, Amtmann für das klevische Amt Schulenburg, ⚭ Gaylende von Holtmühlen 
      - Johann von M. (urkundlich 1488–1502), klevischer Vasall
      - Adolf von M. (urkundlich 1496–1526, 1536 bereits tot), zu Haus Veen und Haus Schmithausen, ⚭ 1515 Gertrud von Meckeren
        - Floris von M. († 1554) zu Haus Veen ⚭ Margaretha von Staël
          - Adolf von M. (urkundlich ab 1585, † 1599), klevischer Lehnsmann, Mitglied der klevisch-märkischen Ritterschaft, war 1592 auf dem jülichschen Begräbnis, ⚭ Mechtild von Vorst (mit den drei Sparren im Wappen) (1600 Witwe) zu Dorneburg
            - Floris von M. (urkundlich 1600–1634, 1661 bereits tot) zu Haus Veen ⚭ I. Menrike Schoordyck, ⚭ II. Katharina von Gent (urkundlich 1638–1661, 1661 Witwe)
              - aus II.: Anna Maria von M., Erbin zu Pijsweerd, ⚭ Gisbert von Meckeren

        - Tochter im Kloster St. Clarae in Bocholt
        - Adolf von M. († 1559) zu Schmithausen, herzoglich-klevischer Türwächter (1544, 1548) und Küchenmeister, ⚭ Margarthe von Ravenstein, uneheliche Tochter von Philipp von Kleve-Ravenstein
          - Wilhelm v. M. (urkundlich 1585–1633) zu Schmithausen, „verlor seinen Verstand“, ⚭ N. N.
            - Margarethe von M. (urkundlich 1633–1659, 1564 Witwe) ⚭ Adolf von Reitradt (1645 bereits tot)

        - Elisabeth von M. (urkundlich 1538–1674) zu Schmithausen ⚭ I. 1538 Johann von Loet (1543 bereits tot) zu Haus Götterswick in Voerde-Götterswickerhamm, II. Heinrich von Diepenbrock (urkundlich 1559–1574, 1577 bereits tot) zu Haus Empel

      - Everhard (Evert) von M. (urkundlich 1496–1537, 1556 bereits tot) zu Hassent ⚭ N. N. Franck (1556 bereits tot)
        - Adolf (Aleff, Aelff) von M. († 1608) zu Hassent ⚭ Belia von Scherpenseel
          - Heinrich von M. zu Hassent (1561–1619) ⚭ Maria von Bocholt († nach 1644)
            - Dietrich (Theodorus) von M. (* 1610) ⚭ 1640 Mechtild Coolen
              - Johanna von M. (* 1641) ⚭ Johann Simons
              - Dietrich (Theodorus) von M. (* 1644) ⚭ Henrica Joosten
                - Catharina von M. (1683–1747) ⚭ Hermann Huijghen

            - Arnold von M. (* 1610)
            - Gregor Wilhelm von M. (* 1611, 1653 bereits tot)
            - Wilhelm von M. (* ca. 1617)
            - Ida von M. (urkundlich 1652–1665) ⚭ Christopher Pelkmann, Bürgermeister von Lünen

          - Franziska von M. (1621 bereits verstorben) ⚭ 1593 Arnd von Merten zu Ingen und Holthausen

        - Galant von M. genannt von Heiden (urkundlich 1556, 1582 Witwe) ⚭ Arnt von Spannerbock (Spanrebuck) (1582 bereits tot) zu Heyen
        - Arnolda (Arnt) von M. (urkundlich 1556)

    - aus I.: Adelheid (Aleid) von M. (entweder Adelheid oder ihre Schwester Elisabeth war 1449 mit Sybert von Syllenhart verheiratet)
    - aus I. Elisabeth von M.